# Gundhalli, Shahpur
Gundhalli là một làng thuộc tehsil Shahpur, huyện Gulbarga, bang Karnataka, Ấn Độ.